# Trzmielec czarny
Trzmielec czarny (Bombus rupestris) – palearktyczny gatunek trzmielca, pasożytujący na populacji trzmiela kamiennika (Bombus lapidarius).

## Występowanie
Trzmielec czarny zamieszkuje większą część Europy, wyłączając Islandię i Bałkany, oraz Azję, aż po Pacyfik. Jest także spotykany w Turcji. W Polsce jest gatunkiem pospolitym.

## Wygląd
Królowa wyraźnie większa od trutni; długość ciała waha się od 20 do 25 mm, podczas gdy trutnie osiągają maksymalnie 16 mm. Ubarwienie czarne z pomarańczowo zabarwionym odwłokiem. 
Jak u wszystkich trzmielców, również u tego gatunku nie występuje kasta robotnic.

## Tryb życia
Trzmielce można spotkać głównie na łąkach lub w ogrodach. Trzmielec czarny pasożytuje na trzmielach kamiennikach, co ma związek z podobnym ubarwieniem, płodna samica przejmuje rolę królowej trzmieli, która najczęściej ginie.